# 羅曼·比爾基
羅曼·比爾基（德語：Roman Bürki；1990年11月14日—），是瑞士的一位足球運動員。在場上司職守門員。現在效力於美國職業足球大聯盟球隊聖路易城。在轉會至弗賴堡之前，他曾經效力於伯爾尼年輕人足球俱樂部等球隊。他也曾代表瑞士國家足球隊參加比賽。

## 國家隊生涯
2018年，比爾基表示他不想再被邀請參加瑞士國家足球隊，以專注於在多特蒙德的俱樂部事業。

## 榮譽

### 球會
多特蒙德
- 德国足协杯冠軍：2017、2021[3]年

## 外部連結
- Soccerway資料庫：羅曼·比爾基